# Les Granges Brûlées (album)
Albums de Jean-Michel Jarre
Deserted Palace
(1972) Oxygène
(1976)
Singles
1. La Chanson des Granges Brûlées
Sortie : 1973

Les Granges Brûlées est le deuxième album studio de Jean-Michel Jarre, sorti en 1973. Il constitue la bande originale du film Les Granges Brûlées du réalisateur Jean Chapot sorti la même année. En 2003, l'album est réédité en CD par Disques Dreyfus. Il est ensuite disponible en téléchargement légal en 2017.

## Historique et enregistrement
Pour l'enregistrement de cette bande originale, Jean-Michel Jarre utilise un orgue Farfisa et deux synthétiseurs EMS (VCS3 et AKS), comme pour son premier album, Deserted Palace, sorti un an plus tôt.

## Commentaires
Le morceau Zig Zag était auparavant sorti sur un single en 1972. La composition Le juge préfigure Troisième rendez-vous de l'album Rendez-vous (1986).

## Liste des titres
| 1.    | La chanson des granges brûlées (interprété par France Vanier) | 2:40 |
| 2.    | Le pays de rose                                               | 2:02 |
| 3.    | L'hélicoptère                                                 | 1:29 |
| 4.    | Une morte dans la neige                                       | 1:40 |
| 5.    | Zig-zag                                                       | 2:15 |
| 6.    | Le juge                                                       | 1:20 |
| 7.    | Le car / Le chasse-neige                                      | 1:24 |
| 8.    | Thème de l'argent                                             | 1:08 |
| 9.    | Rose                                                          | 2:15 |
| 10.   | Hésitation                                                    | 1:00 |
| 11.   | La perquisition et les paysans                                | 2:35 |
| 12.   | Reconstitution                                                | 0:55 |
| 13.   | Les granges brûlées                                           | 3:14 |
| 14.   | Descente au village                                           | 0:25 |
| 15.   | La vérité                                                     | 0:58 |
| 16.   | Générique (interprété par France Vanier)                      | 2:40 |
| 28:00 |                                                               |      |